# Alex Cano
Alex Norberto Cano Ardila (* 13. März 1983 in Yarumal, Kolumbien) ist ein kolumbianischer Radrennfahrer.

## Sportliche Laufbahn
2006 gewann Alex Cano eine Etappe beim Giro Ciclistico d’Italia, der U23-Austragung des Giro d’Italia. Im Jahr darauf wurde er Gesamtsieger des Giro della Valle d’Aosta. 2012 entschied er zwei Etappen der Vuelta Mexico für sich und 2014 die Gesamtwertung der Vuelta a Guatemala. 2015 startete er bei der Vuelta a España und belegte Platz 53 in der Gesamtwertung. 2017 siegte er bei zwei Etappen der Vuelta a Colombia.
Alex Cano ist ein Vetter von Mauricio Ardila.

## Erfolge
2006
- eine Etappe Giro Ciclistico d’Italia

2007
- Gesamtwertung und zwei Etappen Giro della Valle d’Aosta

2012
- Gesamtwertung Vuelta a Antioquia
- zwei Etappen Vuelta Mexico

2014
- Gesamtwertung und zwei Etappen Vuelta a Guatemala

2017
- zwei Etappen Vuelta a Colombia

2018
- Sprintwertung Vuelta a Aragón

## Teams
- 2009 Colombia es Pasión Coldeportes
- 2010 Café de Colombia-Colombia es Pasión
- 2011 Colombia es Pasión-Café de Colombia
- 2012 Gobernación de Antioquia-Indeportes Antioquia
- 2013 Aguardiente Antioqueño-Lotería de Medellín
- 2014 Aguardiente Antioqueño-Lotería de Medellín
- 2015 Colombia
- 2017 Coldeportes-Claro
- 2018 Coldeportes-Zenu Sello Rojo